# Francisco Badenes y Dalmau
Francisco Badenes y Dalmau (Alberique, Ribera Alta, 1859 - Valencia, 21 de enero de 1917), escritor y poeta español, fue uno de los personajes más destacados de la Renaixença valenciana junto a Teodoro Llorente Olivares. Formó parte de la sociedad Lo Rat Penat desde el año 1878, y sus ideas progresistas lo llevaron a ingresar el año 1888 en la sociedad l'Oronella. Participó asiduamente en los Juegos Florales de la ciudad de Valencia, en los que fue galardonado en el 1898 con la Flor Natural.
Cultivó la poesía de carácter romántico, caracterizada por un vivo sentimiento del paisaje. A los dieciocho años de edad estrenó su primer drama, Honradez y perfidia, poemas largos, que obtuvo un éxito clamoroso. El año siguiente publicó el poema El torbellino (1881), que siguieron, en el 1897, Mariola, Flors de Xúquers y, en el 1900, Rondalles del poble, con prólogo de A. Masriera y ambas en carácter dramático, que, con Cants de la Ribera (1911), constituyen lo mejor y más inspirado de su obra poética.
Tradujo a correctos versos castellanos los Idilios; Cantos místicos, y el poema San Francisco, de Jacinto Verdaguer. Tradujo al castellano las obras de Verdaguer, y un Estudi folklòric sobre l’origen de la llengua valenciana. Colaboró en numerosas publicaciones periódicas, diarios y revistas, como Las Provincias, El Correo y El Pueblo, de Valencia, Terra Valenciana, Vixca València, además de Lo Rat Penat.
Obtuvo numerosos premios en certámenes literarios, consiguiendo la Flor natural y el título de Mestre en Gai Saber. Su biblioteca fue donada por su nieta, Teresa Cebrian Badenes, juntamente con los cuadros y objetos de valor personal que conservaban el recuerdo del poeta. Es una biblioteca eminentemente literaria que muestra el mundo intelectual y personal del autor.

## Obras
- Honradez y perfidia
- El torbellino (1881)
- Mariola (1897)
- Flors de Xúquer (1897)
- Rondalles del poble (1900)
- Cants de la Ribera (1911)
- Veus de natura
- Llegendes i tradicions valencianes (1899)
- Rebrotada (1915)